# ینس یورن برتلسن
ینس یورن برتلسن (دانمارکی: Jens Jørn Bertelsen؛ زادهٔ ۱۵ فوریهٔ ۱۹۵۲) بازیکن فوتبال اهل دانمارک بود.
از باشگاه‌هایی که در آن بازی کرده‌است می‌توان به باشگاه فوتبال اسبیرگ و باشگاه فوتبال استاندارد لیژ اشاره کرد.
وی همچنین در تیم‌های ملی فوتبال زیر ۲۱ سال دانمارک و دانمارک بازی کرده‌است.